# Решеткова, Ольга Викторовна
Ольга Викторовна Решеткова (род. 29 января 1982, Фрунзе) — киргизская лыжница, участница Олимпийских игр в Ванкувере.
На Олимпиаде-2010 в Ванкувере заняла 54-е место в спринте классическим стилем.
За свою карьеру принимала участие в четырёх чемпионатах мира, лучший результат 15-е место в командном спринте на чемпионате мира 2009 года, а в личных гонках 43-е место в масс-старте на 15 км классическим стилем на чемпионате мира 2003 года. В Кубке мира Решеткова никогда не выступала.